# ویلگا (استان ماسوویان)
ویلگا (به لاتین: Wilga) یک روستا در لهستان است که در گمینا ویلگا واقع شده‌است. ویلگا ۱٬۰۰۰ نفر جمعیت دارد.